# Protomocoelus heynei
Protomocoelus heynei es una especie de coleóptero de la familia Passalidae.

## Distribución geográfica
Habita en Nueva Guinea y Aru en (Indonesia).